# DuoDay
Le DuoDay est une opération du gouvernement français visant en théorie le retour à l'emploi des personnes handicapées. 
Il fait l'objet de critique par les militants antivalidistes, qui dénoncent une opération de communication.

## Description
Le principe est présenté en avril 2018 par Sophie Cluzel, dans une vidéo « à grand renfort de hashtag et d'émoji », pour un déploiement à l'échelle nationale sous l'égide du gouvernement français. L'opération DuoDay est inspirée d'une initiative irlandaise et a été « importée en France par des ESAT ». Elle consiste à créer des binômes entre une personne valide et une personne handicapée, dans un secteur d'emploi donné, durant une journée par an. Le stage d'une journée n'est pas rémunéré.
En 2019, ce concept est étendu à toute l'Union européenne.
En 2024, cette journée est organisée le 21 novembre.

## Chiffres et analyses
En 2018, le DuoDay compte 4 000 binômes.
27 613 duos sont créés en 2023, avec 13 550 employeurs participants. Cette même année, 71 % des personnes qui ont suivi le DuoDay déclarent que cela ne leur a pas permis de trouver un emploi ; 20 % que cette initiative leur a permis de « saisir une opportunité d’emploi » (12 % en stage, 4 % en CDD, 3 % en CDI et 1 % en contrat en alternance).
D'après le professeur des universités et chargé de mission handicap Eric Dugas, le DuoDay permet de réduire la distance physique et donc la distance sociale entre personnes handicapées et personnes valides, la mise à distance favorisant la disqualification sociale.

## Critiques
Depuis sa création, le DuoDay est l'objet de critiques par une partie des personnes auxquelles il s'adresse, en particulier des militants antivalidistes, qui décrivent une opération de communication ne permettant pas de remettre en cause les raisons structurelles du chômage des personnes handicapées.
L’édition 2019 est l'objet de nombreuses critiques par des personnes handicapées sur Twitter, qui dénoncent une opération visant à se donner bonne conscience, avant de remettre les personnes handicapées « au placard » durant le restant de l'année.